# Lepidocolaptes lacrymiger
Trepa-troncos-serrano ou arapaçu-serrano (Lepidocolaptes lacrymiger) é uma espécie de ave da família Dendrocolaptidae.
Pode ser encontrada nos seguintes países: Bolívia, Colômbia, Equador, Peru e Venezuela.
Os seus habitats naturais são: regiões subtropicais ou tropicais húmidas de alta altitude.